# Große Dhünntalsperre

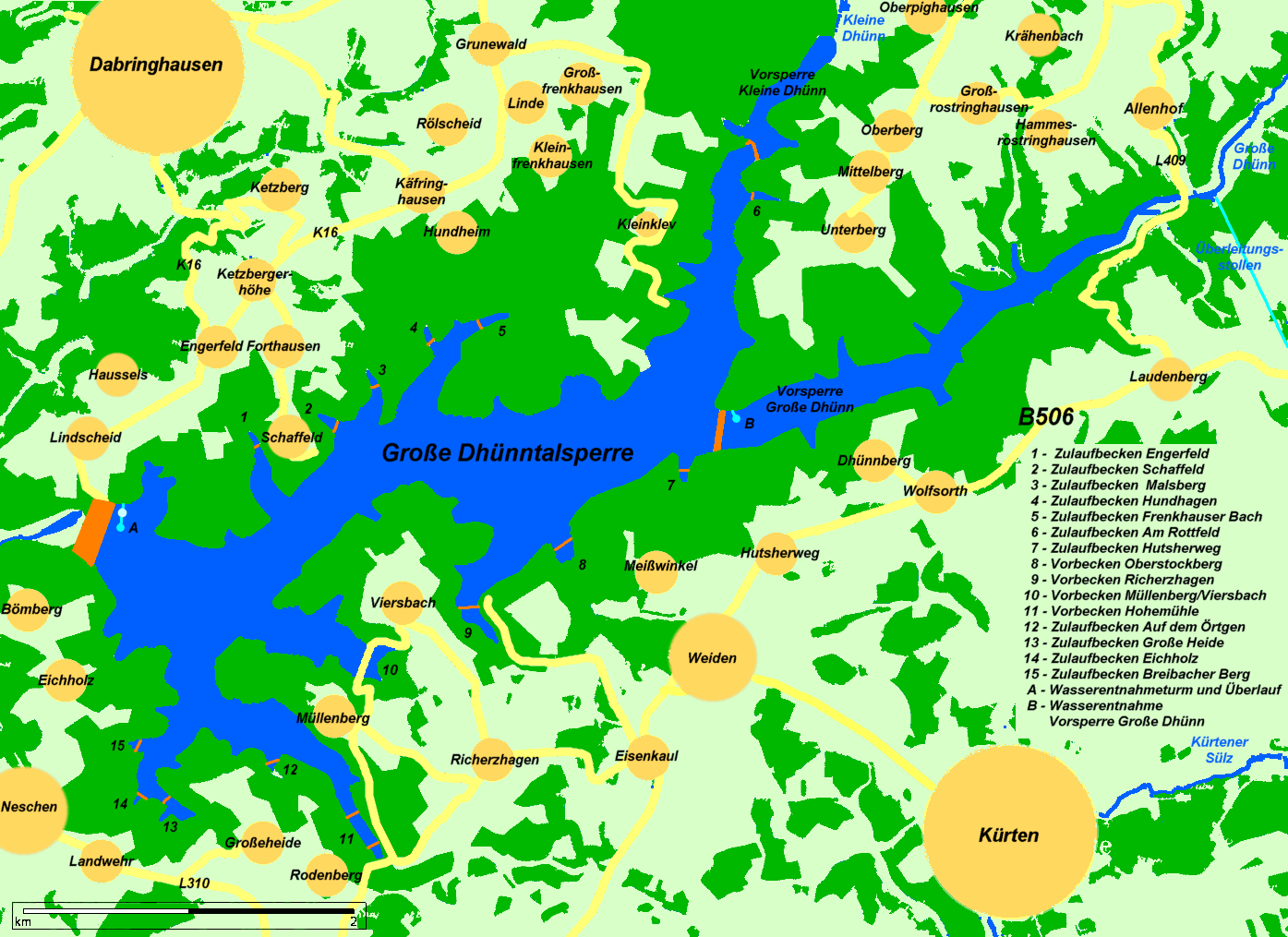
Kartenansicht der Großen Dhünntalsperre

Die Große Dhünntalsperre, gespeist von den beiden Quellarmen des Flusses Dhünn, ist nach der Rappbode-Talsperre die zweitgrößte Trinkwassertalsperre Deutschlands. Sie wird vom Wupperverband betrieben und liegt im Rheinisch-Bergischen Kreis zwischen den Städten und Gemeinden Wermelskirchen, Wipperfürth, Kürten und Odenthal in der Mittelgebirgsregion Bergisches Land (NRW).

## Geschichte

### Die ältere Talsperre
Die Große Dhünntalsperre ist die Erweiterung einer schon 15 Jahre zuvor erbauten, weitaus kleineren Talsperre im Dhünntal, der Dhünntalsperre (Stauvolumen: 7,5 Mio. m³).
Die Wasserversorgung der grundwasserarmen Bergischen Großstädte Wuppertal, Remscheid und Solingen konnte in der zweiten Hälfte des 20. Jahrhunderts trotz jeweils eigener Trinkwassertalsperren (Wuppertal: Herbringhauser Talsperre, Ronsdorfer Talsperre und Kerspetalsperre; Remscheid: Eschbachtalsperre, Neyetalsperre und Panzertalsperre; Solingen: Sengbachtalsperre) in den Sommermonaten nicht garantiert werden, sodass mit dem Wupperverband Ende der 1950er Jahre der Bau der Dhünntalsperre vereinbart wurde.
Diese Talsperre wurde in den Jahren 1960–1962 errichtet und war in ihren Ausmaßen identisch mit der heutigen Vorsperre Große Dhünn. In der Literatur wird diese Talsperre auch oft zur Unterscheidung als Kleine Dhünntalsperre bezeichnet, obwohl dieser Name nicht den Konventionen entspricht und sie nie so hieß. Die Solinger Sengbachtalsperre erhielt aus der Dhünntalsperre zuletzt einen Zufluss von 2,5 Mio. m³ pro Jahr. Weitere Abnehmer für die insgesamt jährlich entnommenen 8 Mio. m³ Rohwasser waren die Stadt Remscheid, der Wasserversorgungsverband Rhein-Wupper (WVV) und bergische Wassergenossenschaften. Die 1963–1964 in Betrieb genommenen Wasseraufbereitungsanlagen besaßen eine Kapazität von 500 bis 1.800 m³ pro Stunde.

### Die jüngere Talsperre
Als absehbar war, dass die Kapazität der Dhünntalsperre für eine nachhaltige zukünftige Trinkwasserversorgung nicht ausreichte, wurde 1971 nach zwei trockenen Jahren in Folge ihre Erweiterung zur Großen Dhünntalsperre mit einem Stauvolumen von 81 Mio. m³ geplant. Überlegungen zu einem solchen Bau hatte es bereits in den 1940er Jahren gegeben.
Die Baumaßnahmen wurden am 22. April 1975 mit einem ersten Sprengschuss durch den Minister für Ernährung, Landwirtschaft und Forsten des Landes NRW, Diether Deneke, feierlich begonnen und 1985 abgeschlossen. Als erstes wurde der Grundablass gebaut, durch den die Dhünn während der Bauphase des Damms ungehindert abfließen konnte. Umsiedlungs-, Abriss- und Rodungsarbeiten folgten. Danach wurden der Staudamm und die wassertechnischen Einrichtungen hergestellt. Nach einem zweieinhalbjährigen Probe- und Reinigungsaufstau von November 1984 bis April 1987 wurde die Talsperre am 30. September 1988 mit einer Einweihungsfeier offiziell in Betrieb genommen.

## Begriffserklärung und Namensgebung
Das Adjektiv Große im Namen der Talsperre leitet sich nicht von ihren Ausmaßen ab, sondern konventionsgemäß vom Namen ihres Hauptzuflusses, der Großen Dhünn. Aufgrund dessen ist die geläufige Schreibweise Große Dhünntalsperre irreführend und falsch. Die eigentlich korrekte Schreibweise, die auf den gestauten Fluss Große Dhünn hindeutet, ist Große-Dhünn-Talsperre.
Die ältere und kleinere Talsperre im Dhünntal wurde als Dhünntalsperre ohne Adjektiv bezeichnet, obwohl sie nach der Namenskonvention auch Große Dhünntalsperre hätte heißen müssen, da sie alleine die Große Dhünn staute. Diese Talsperre bildet heute die Vorsperre Große Dhünn des gesamten Systems. Zur Unterscheidung zu der später gebauten Großen Dhünntalsperre wird sie manchmal auch als Kleine Dhünntalsperre bezeichnet, aber dann im Sinne von kleiner als, abweichend vom Namen des gestauten Gewässers.
Die Kleine Dhünn ist heute der zweite Hauptzufluss der Großen Dhünntalsperre; sie wird in der Vorsperre Kleine Dhünn vorgestaut, die nichts mit der fälschlicherweise so bezeichneten Kleinen Dhünntalsperre zu tun hat, der älteren Sperre der Großen Dhünn.

## Das Stausystem

### Zu- und Abflüsse
Die Bäche Große Dhünn und Kleine Dhünn stellen die größten Zuflüsse dar. Die Große Dhünn entspringt nahe der Wipperfürther Ortschaft Peddenpohl, durchfließt geradlinig ihr bewaldetes Bachtal und vereint sich kurz vor der Talsperre mit dem Purder Bach. Die Kleine Dhünn entspringt bei Dreibäumen an der Grenze von Hückeswagen und Wermelskirchen und mündet kurz hinter der Wermelskirchener Ortschaft Dhünn in der Talsperre. Das durch die beiden Zuflüsse aufgespannte Dreieck ist nur dünn besiedelt, sehr waldreich und sorgt somit für eine hohe Qualität des Wassereintrags in die Talsperre. Um diesen Zustand weiter erhalten zu können, wurde das Areal als Wasserschutzzone IIb und III ausgewiesen.
Beide Zuflüsse werden in jeweils recht großen Vorsperren vorgestaut, wobei die Vorsperre Große Dhünn zuvor eine eigenständige Talsperre war. Die abfließende Dhünn bildet den größten Nebenfluss der Wupper, in die sie in Leverkusen einmündet.
Größere Zuflüsse sind außerdem Frenkhausener Bach, Hohemühlenbach, Ledderbach, Oberstockberger Bach und Viersbach. Dazu kommen kleinere Wasserläufe, die an den Uferhängen entspringen.

### Sülzüberleitung
Durch einen 3.100 Meter langen Überleitungsstollen mit einem Durchmesser von 3,35 m erhält die Große Dhünntalsperre Wasser aus dem Flusssystem der Kürtener Sülz, was den Zufluss von 44 Mio. m³ um 12 Mio. m³ auf 56 Mio. m³ steigert. Der Überleitungsstollen beginnt bei der Kürtener Ortschaft Häcksbilstein und mündet in die Stauwurzel der Große Dhünn Vorsperre. Das Stollengefälle zwischen Einlass und Auslass beträgt 10 m, der durchtunnelte Höhenzug überdeckt den Stollen um bis zu 90 m. Maximal werden 25 m³/s übergeleitet. Die Überleitung ist durchschnittlich an 200 Tagen im Jahr aktiv, da die Kürtener Sülz dazu einen Abfluss von mindestens 0,435 m³/s aufweisen muss.

### Vorsperren, Vor- und Zulaufbecken
Die Talsperre besitzt neben den beiden Vorsperren Große Dhünn Vorsperre (Stauvolumen: 7,5 Mio. m³) und Kleine Dhünn Vorsperre (Stauvolumen: 0,4 Mio. m³) 15 weitere wasserwirtschaftliche Vorbecken und ökologische Zulaufbecken (Summenstauvolumen: 0,3  Mio. m³), die der Sedimentation und dem Natur- und Artenschutz dienen:

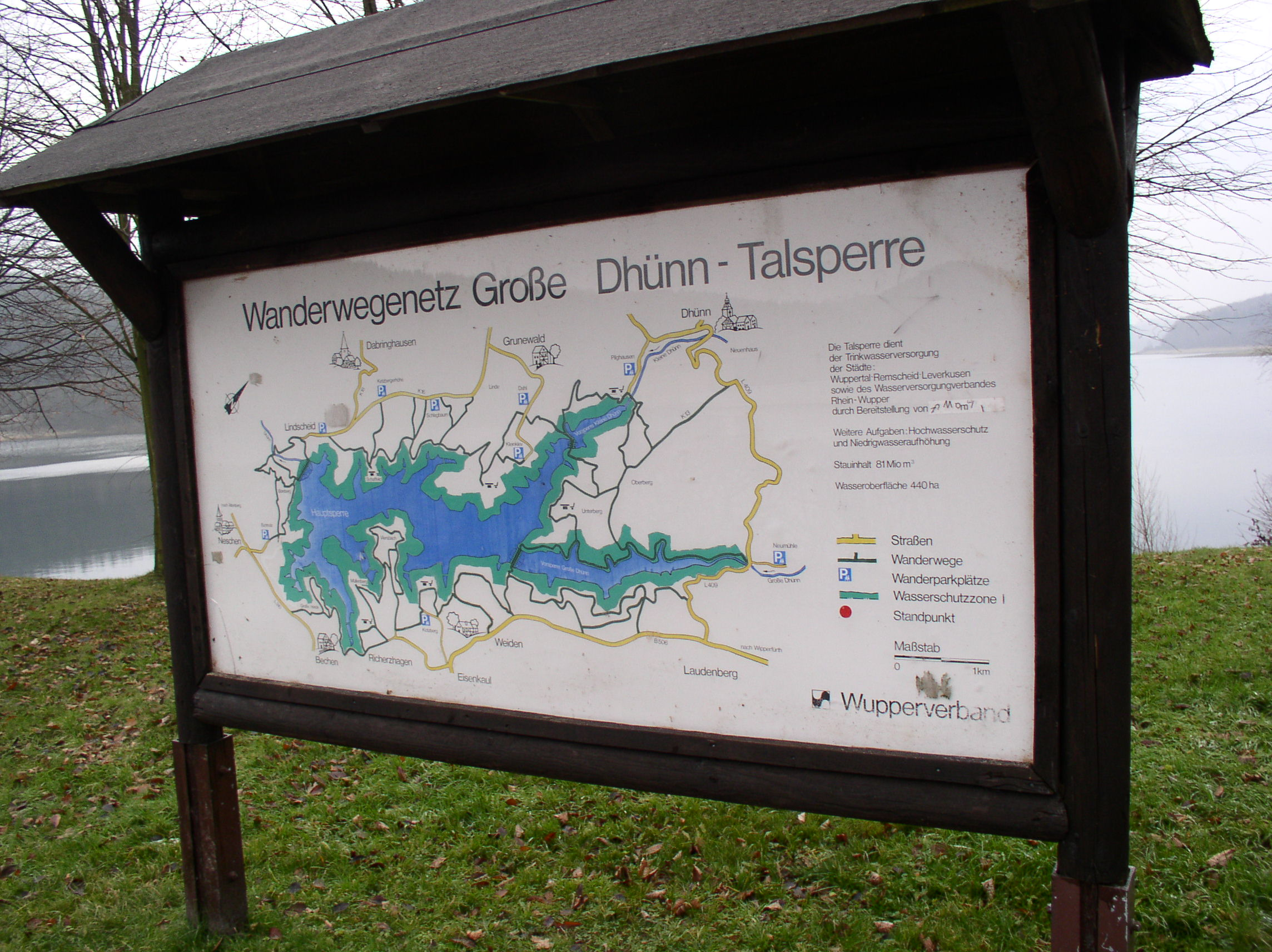
Übersichtstafel Große Dhünntalsperre

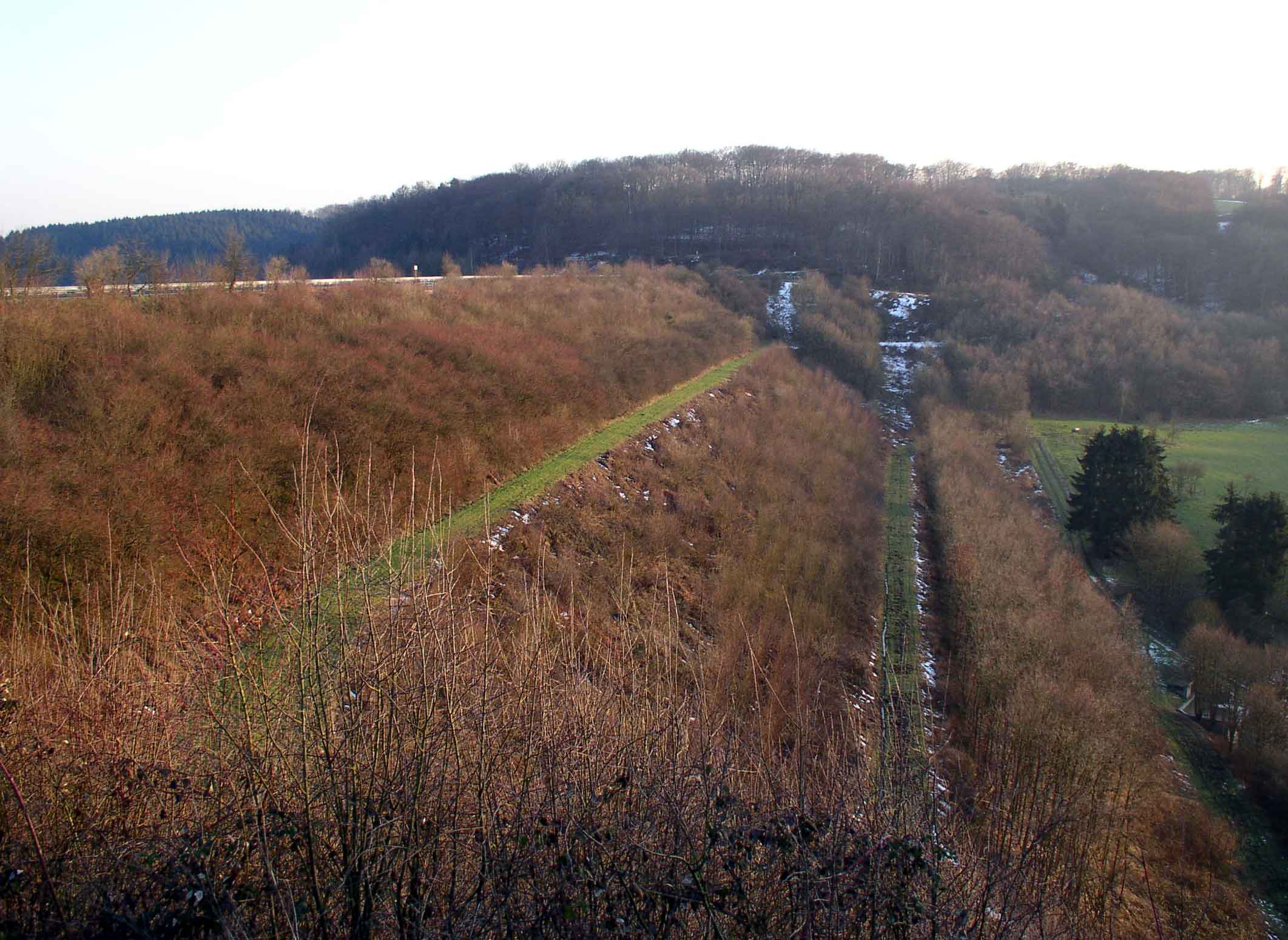
Der Staudamm

| Vorsperren, Vor- und Zulaufbecken (Im Uhrzeigersinn vom Damm aus gesehen) | Vorsperren, Vor- und Zulaufbecken (Im Uhrzeigersinn vom Damm aus gesehen) | Vorsperren, Vor- und Zulaufbecken (Im Uhrzeigersinn vom Damm aus gesehen) |
| ------------------------------------------------------------------------- | ------------------------------------------------------------------------- | ------------------------------------------------------------------------- |
| Name                                                                      | Einzugsgebiet                                                             | Stauinhalt                                                                |
| Zulaufbecken Engerfeld                                                    | 0,47 km²                                                                  | 2.000 m³                                                                  |
| Zulaufbecken Schaffeld                                                    | 0,19 km²                                                                  | 13.600 m³                                                                 |
| Zulaufbecken Malsberg                                                     | 0,44 km²                                                                  | 3.200 m³                                                                  |
| Zulaufbecken Hundhagen                                                    | 0,38 km²                                                                  | 6.900 m³                                                                  |
| Zulaufbecken Frenkhauser Bach                                             | 1,21 km²                                                                  | 12.000 m³                                                                 |
| Vorsperre Kleine Dhünn                                                    | 14 km²                                                                    | 0,4 Mio. m³                                                               |
| Zulaufbecken Am Rottfeld                                                  | 0,21 km²                                                                  | 6.800 m³                                                                  |
| Vorsperre Große Dhünn                                                     | 30 km²                                                                    | 7,5 Mio. m³                                                               |
| Zulaufbecken Hutsherweg                                                   | 0,28 km²                                                                  | 5.100 m³                                                                  |
| Vorbecken Oberstockberg                                                   | 0,73 km²                                                                  | 24.900 m³                                                                 |
| Vorbecken Richerzhagen                                                    | 1,02 km²                                                                  | 51.300 m³                                                                 |
| Vorbecken Müllenberg/Viersbach                                            | 0,59 km²                                                                  | 63.300 m³                                                                 |
| Vorbecken Hohemühle                                                       | 2,08 km²                                                                  | 80.000 m³                                                                 |
| Zulaufbecken Auf dem Örtgen                                               | 0,15 km²                                                                  | 2.200 m³                                                                  |
| Zulaufbecken Große Heide                                                  | 0,51 km²                                                                  | 37.400 m³                                                                 |
| Zulaufbecken Eichholz                                                     | 0,24 km²                                                                  | 4.900 m³                                                                  |
| Zulaufbecken Breibacher Berg                                              | 0,16 km²                                                                  | 7.500 m³                                                                  |

## Zweck der Talsperre

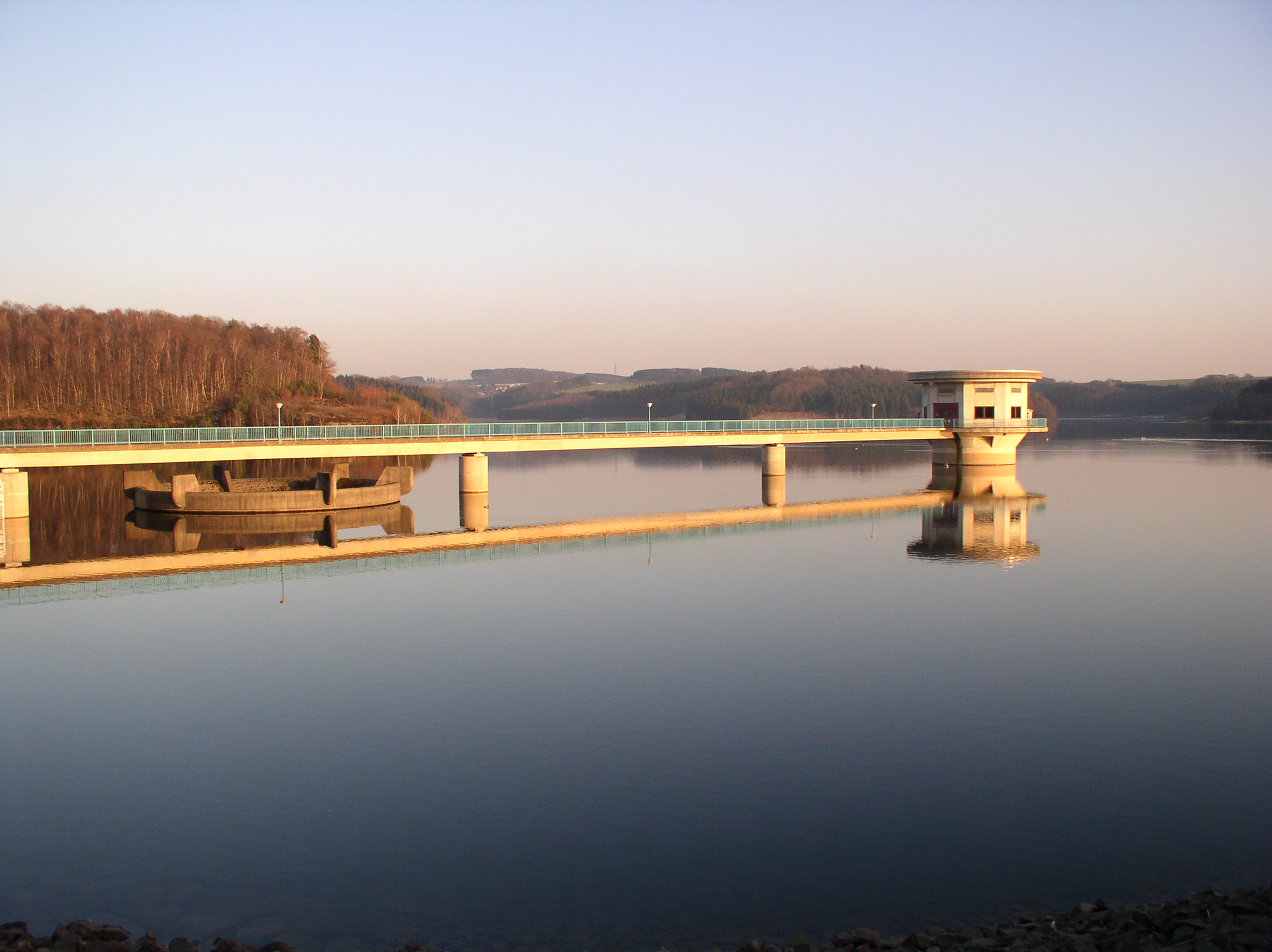
Der Wasserentnahmeturm und der Hochwasserentlastungturm mit Überfalltrichter

Die Talsperre dient neben der Gewinnung von 42 Mio. m³ Trinkwasser pro Jahr zur Versorgung von ca. 500.000 Menschen auch der Niedrigwasseraufhöhung und dem Hochwasserschutz (8,5 Mio. m³ Rückhaltekapazität) für die Dhünn und das untere Wuppergebiet. Die gesteuerte Wasserentnahme aus der Kürtener Sülz dient ebenfalls dem Hochwasserschutz für deren Flusssystem.
Mit der Vollendung der Großen Dhünntalsperre wurden sämtliche zuvor bestehenden Wasserversorgungsprobleme der Region nachhaltig gelöst. Auch in die Notfallversorgung der Landeshauptstadt Düsseldorf ist sie eingebunden.
Die Talsperre ist so dimensioniert, dass Überschusswassermengen regenreicher Jahre über einen langen Zeitraum aufgenommen werden können, um sie in regenarmen Jahren wieder abgeben zu können. Eine  Talsperre mit dieser Art der Bevorratung wird auch Überjahresspeicher genannt.
Die Wasserentnahme unterteilt sich in folgende Kontingente:
Wasserversorgungsverband Rhein-Wupper (WVV)
- 6,0 Mio. m³

Der WVV versorgt über die Trinkwasseraufbereitungsanlage Schürholz im nahen Wermelskirchen-Dabringhausen die Städte und Gemeinden Radevormwald, Leichlingen (Rheinland), Hückeswagen, Wermelskirchen, Burscheid und Odenthal.
Bergischer Trinkwasserverbund GmbH (BTV)
- Wuppertal: 12,0 Mio. m³
- Remscheid: 9,0 Mio. m³
- Solingen: 8,8 Mio. m³
- Leverkusen: 6,2 Mio. m³

## Staudamm und wassertechnische Einrichtungen

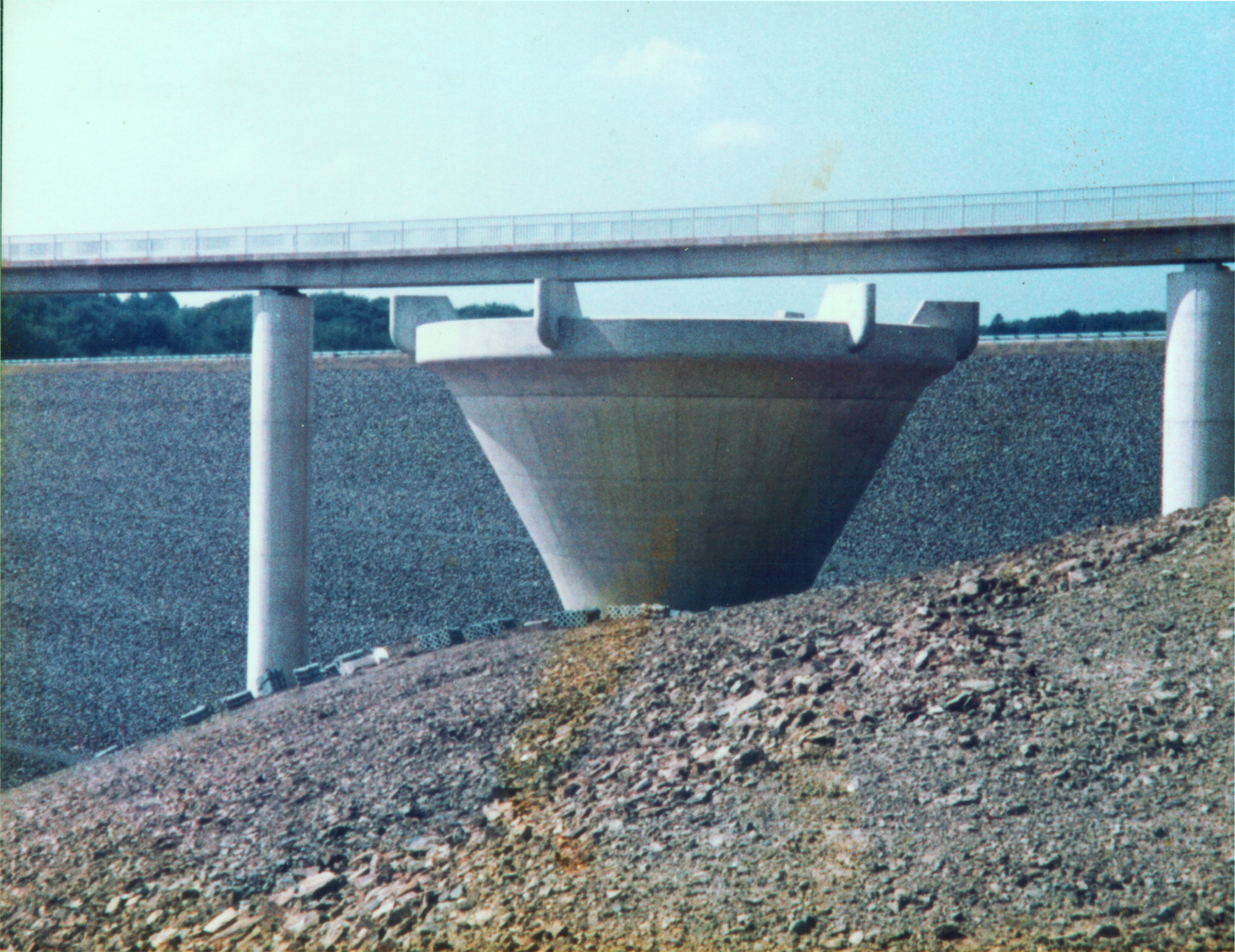
Überfalltrichter vor dem Aufstau

### Staudamm
Das unterhalb der Wermelskirchener Ortschaft Lindscheid liegende  Absperrbauwerk ist ein Steinschüttdamm mit Asphaltbeton-Kerndichtung. Die Steinschüttung ist geschichtet: Der Innenbereich besitzt eine maximale Korngröße von 300 mm Durchmesser, der Außenbereich eine maximale Korngröße von 600 mm.
Die Wasserseite ist mit gröberem Gestein dünn beschichtet und die dem Wasser abgewandte Seite wurde bepflanzt. Der Untergrund wurde mit einer Injektionsdichtung versehen. Die Krone ist 400 m lang und 8,5 m breit. An der Sohle ist die Staumauer 210 m breit.
Der Damm besitzt in der Herdmauer einen Kontrollgang und wird mittels eines komplexen Verbunds von Sensoren und Messpunkten ständig auf Standfestigkeit und Funktionssicherheit überprüft. Der Zugang in den Kontrollgang ist von beiden Enden des Staudamms sowie über einen Quergang von dem Tos- und Ausgleichsbecken unterhalb des Staudamms aus möglich.
Der Grundablass-Stollen besitzt ein Maulprofil mit den Maßen 4,00 × 2,54 m. Er ist in den Sockel des Rohwasserentnahmeturms eingebaut.

### Hochwasserschutz
Der Hochwasserentlastungsturm mit Überfalltrichter besitzt einen maximalen Durchmesser von 20 m, der sich zum Hochwasserentlastungs-Stollen hin auf vier Meter verjüngt. Strömungspfeiler und eine Entlüftungsvorrichtung sorgen für einen geregelten Überlauf in das Tosbecken.

### Rohwasserentnahme
Der Rohwasserentnahmeturm erhebt sich mit einer Höhe von 66 m über Gründungssohle unweit des Überfalltrichters und der Staumauer aus dem Wasser. Er ist über eine 140 Meter lange Brücke erreichbar. Im Rohwasserentnahmeturm befinden sich in Abständen von fünf Metern Einlässe, die je nach Wasserqualität (Wassertemperatur, Leitfähigkeit, pH-Wert, Trübung und Sauerstoffgehalt) eine gesteuerte Entnahme aus unterschiedlichen Wasserhöhen erlauben. Das Wasser wird von hier aus dem  hinter dem Damm liegenden Rohwasserpumpwerk zugeführt und von dort mit Hilfe von fünf Pumpen zur Aufbereitung in die Aufbereitungsanlagen bei der Wermelskirchener Ortschaft Dabringhausen-Schürholz gepumpt. Das Fernwassersystem besitzt drei Pumpwerke und eine Transportleitungslänge von 50 km.

### Thermorüssel
Seit dem Jahr 2014 verfügt der Rohwasserentnahmeturm über einen zusätzlichen schwenkbaren Entnahmearm. Dieser etwa neun Meter lange sogenannte Thermorüssel ist mit einem Drehgelenk am Entnahmeturm befestigt und kann in einen Aktionsradius von 14 Metern in unterschiedlich warme Wasserschichten bewegt werden. Das hierüber entnommene Wasser wird über eine zusätzliche Entnahme- und Treibwasserleitung mit einer Nennweite von 700 mm im Rohwasserentnahmeturm durch zwei Durchströmturbinen geleitet und anschließend in den Grundablass eingeleitet. Durch das Zusammenmischen des in den Sommermonaten wärmeren Wassers aus den oberen Wasserschichten und des kalten Tiefenwassers des Grundablasses der Talsperre soll eine Angleichung der Wassertemperatur im Unterlauf der Dhünn an die Wassertemperaturen der Zuflüsse der Talsperre erreicht werden. Dadurch sollen die Lebensbedingungen für die Tier- und Pflanzenarten im Unterlauf der Dhünn verbessert werden (Siehe Ichthyofauna). Der Thermorüssel ist europaweit das erste Projekt dieser Art. Durch die Wasserkraftanlage wird jährlich ein Energieumsatz von circa einer Million Kilowattstunden erzeugt.

### Sonstiges
Nahe dem Staudamm befindet sich das Betriebsgebäude des Wupperverbands, dem ein Informationszentrum angegliedert ist.

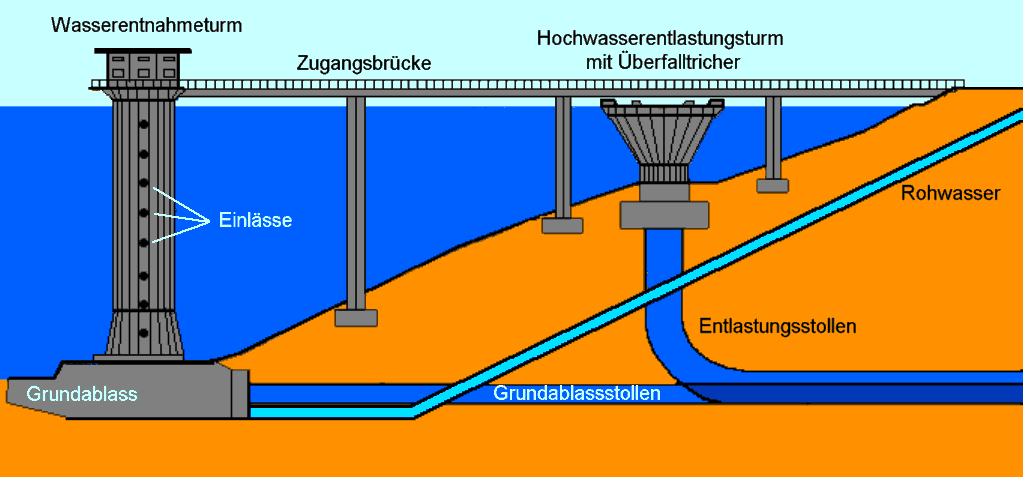
Grundablass, Wasserentnahmeturm und Hochwasserentlastungsturm mit Überfalltrichter der Großen Dhünntalsperre
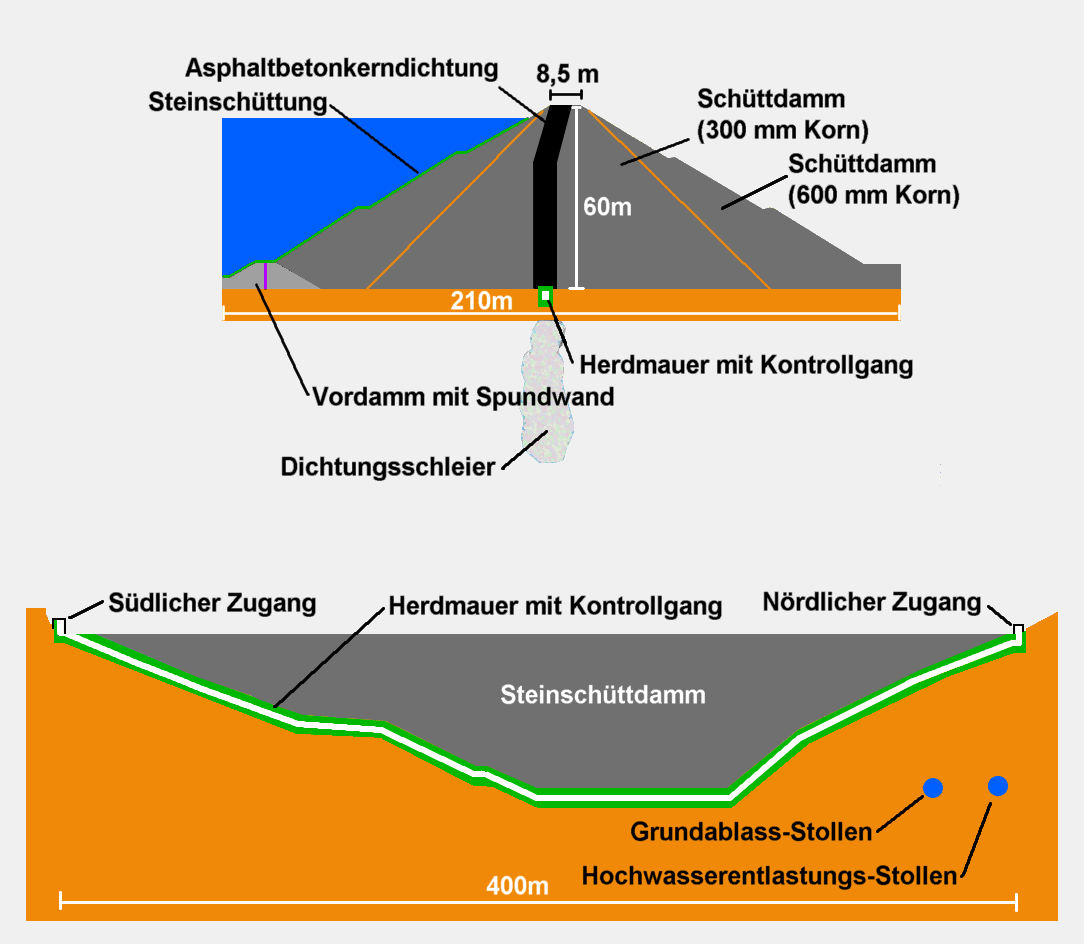
Querschnitt und Längsschnitt des Staudamms
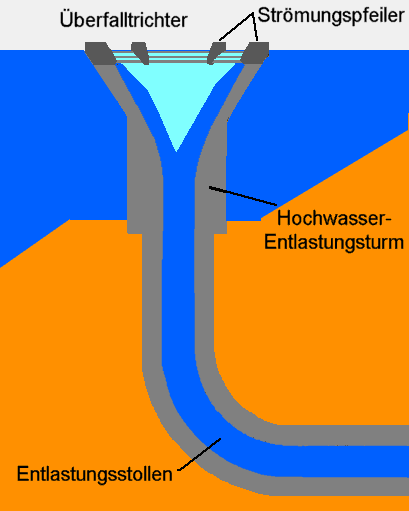
Querschnitt eines Hochwasserentlastungsturmes mit Überfalltrichter

## Ökologie
Dem späten Bauzeitpunkt Ende des 20. Jahrhunderts ist es zu verdanken, dass in hohem Maße ökologische Aspekte bei der Errichtung berücksichtigt wurden. So wurden die Vor- und Zulaufbecken auch als Räume für Natur- und Artenschutz eingerichtet, wie z. B. in Form von Schwimminseln als Brutplätze für Wasservögel.
Die in einem Naturschutzgebiet gelegene Talsperre ist großflächig von einem 760 ha großen Wasserschutzwald (Wasserschutzzone IIa) umgeben, durch den eine große Anzahl von naturnahen, markierten Wanderwegen führen. Einzig diese Wanderwege sind von dem Betretungsverbot des 100 Meter breiten Schutzzonenstreifens (Wasserschutzzone I) um die Talsperre herum ausgenommen. Er dient neben dem Gewässerschutz auch als Ruhezone für die heimische Tier- und Pflanzenwelt.
Flora

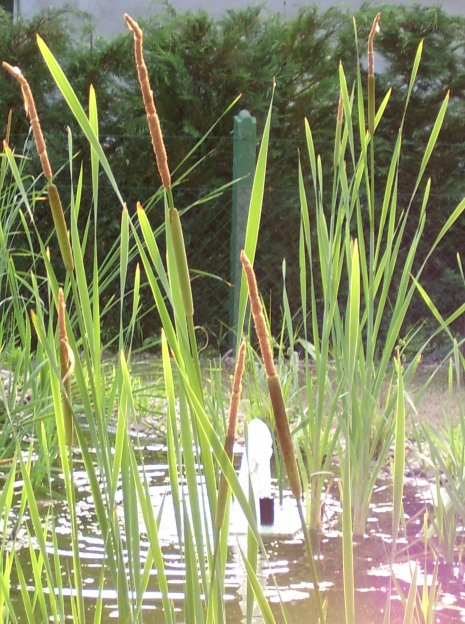
Breitblättriger Rohrkolben

Komplettiert wurden die Maßnahmen durch die Anpflanzung heimischer Wasser-, Schwimmblatt- und Sumpfpflanzen wie z. B. Binsen-, Röhricht-, Glanzgras-, Rohr- und Rohrkolbenbestände. Hochstaudenarten siedelten sich rasch an.
Der Wald besteht überwiegend aus Fichten- und Laubwaldbeständen. Bei den Laubwäldern dominieren Buchen-Eichenwälder (Fago-Quercetum), bodensaure Buchenwälder (Luzulo-Fagetum) und Birken-Eichenwälder (Betulo-Quercetum), sowie begrenzt in der Uferzone Birkenpionierwälder, Stieleichen, gelegentlich Traubeneichen und Erlen an den Bachläufen der Zuflüsse.
Im Unterwuchs der Laubwälder siedeln Adlerfarne, Heidelbeere, Pfeifengras und Draht-Schmiele. Englischer Ginster hat eine kleine Freifläche südlich der Staumauer besiedelt.
In den ökologischen Zulaufbecken konnten das Berchtolds Zwerg-Laichkraut (Potamogeton berchtoldii) und Armleuchteralgen (Characeae nitella) nachgewiesen werden. Besenheiden oder Ginsterheiden erobern Uferhänge.
In Fachkreisen werden Funde seltener Pilze wie Sommersteinpilz (Boletus reticulatus) und Krummstieliger Schüppling (Pholiota tuberculosa) vermeldet. Über 30 Hutpilzarten wurden registriert.
Brachliegenden Feuchtwiesen in der Uferzone wurden von Adlerfarnherden, Schlangenknöterich, Hochstauden und Waldsimsenfluren besiedelt oder verbuschen.
Avifauna

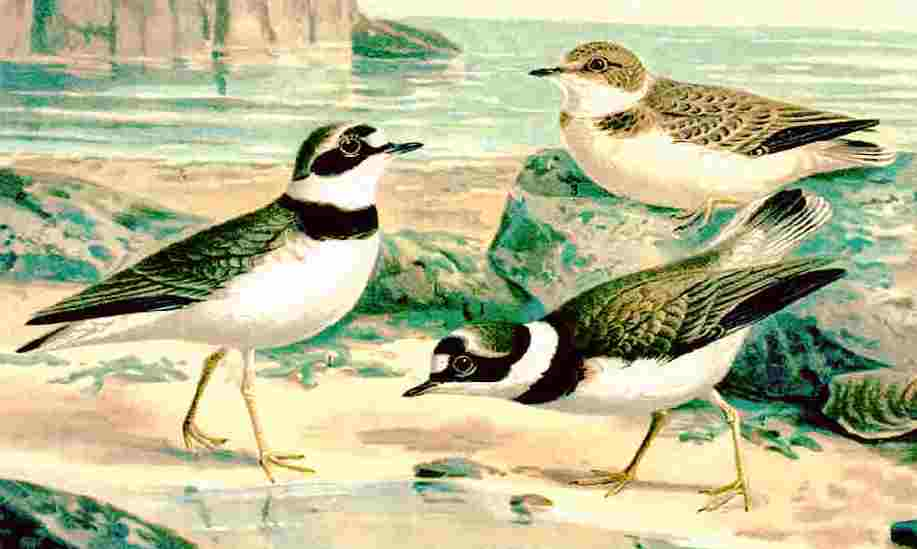
Flussregenpfeifer (Charadrius dubius)

Von den 80 Vogelarten, die an der Großen Dhünntalsperre brüten, stehen fast 20 auf der Roten Liste der bedrohten Tierarten, darunter Arten wie  Zwergtaucher, Baumfalke, Wespenbussard, Rotmilan, Schleiereule, Schwarzstorch, Schwarzspecht, Grünspecht, Grauspecht, Kleinspecht, Kolkrabe, Eisvogel, Flussregenpfeifer, Neuntöter, und Wasseramsel.
Im Laufe der Jahre sind die zum Schutz von Flora und Fauna angelegten Inseln in den ökologischen Vorstaubecken größtenteils verbuscht und verkrautet. Der Flussregenpfeifer (nebenstehendes Bild) brütet deshalb aktuell lediglich bei Niedrigwasser im Kiessubstrat der Spülflächen. 3–5 Paare können es in trockenen Jahren, besonders am Nordufer, sein.
Zu den interessanteren Durchzüglern und Wintergästen gehören Prachttaucher, Fischadler, Flussuferläufer, Trauerseeschwalbe, Gänsesäger, Zwergsäger, Grünschenkel, Rotschenkel, Raubwürger, Rohrweihe, Kornweihe, Schafstelze, Schwarzkehlchen, Braunkehlchen, Steinschmätzer, Waldwasserläufer und Bruchwasserläufer.
Herpetofauna

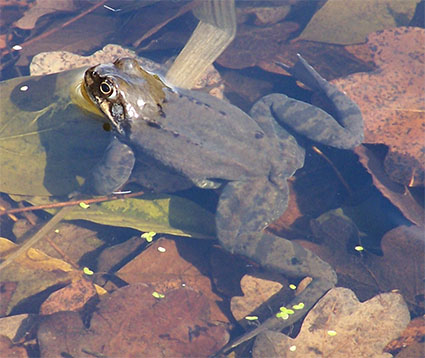
Grasfrosch

Eigens eingerichtete Tümpel bilden eine Heimstatt für Amphibien. Weitere ökologische Maßnahmen sind Fels- und  Geröllbiotope als Lebensraum für Reptilien, unterschiedlich gestaltete Uferzonen von Flachufern bis zu Steilufern und Flachwasserzonen.
- Erdkröte, Grasfrosch, Ringelnatter, Waldeidechse

Ichthyofauna 

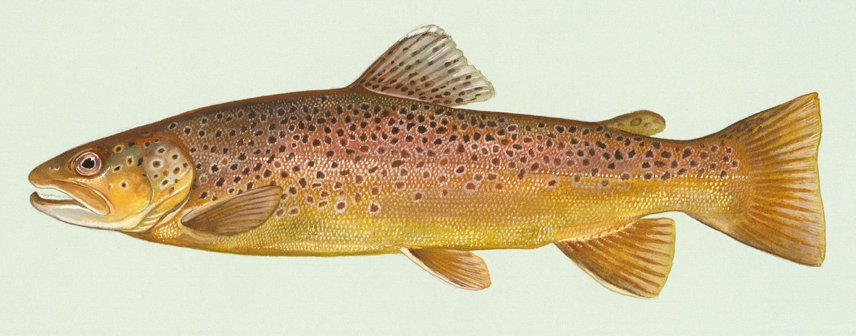
Bachforelle

Allerdings wirkt sich die Talsperre aus ökologischer Sicht für die Gewässerfauna zum Teil negativ aus. Die Talsperre als solche unterbricht den Lauf des Bachs Dhünns und bildet somit eine unüberwindliche Sperre für eine Fischwanderung in die Oberläufe. Der einst heimische Lachs wird trotz der umfangreichen Maßnahmen zur Ansiedlung im Rhein und den Nebenflüssen nicht seine bevorzugten Laichplätze im Oberlauf erreichen können, die Talsperre stellt eine scharfe Trennlinie zwischen der Gewässerfauna oberhalb und unterhalb der Staumauer dar.
Der Wassermengen- und Temperaturhaushalt des Abflusses Dhünn wird durch die Talsperre gravierend verändert. Besitzt die Wasserqualität im Abfluss beinahe Trinkwasserqualität, so ist das von dem Grundablass entnommene Wasser für die Dhünn aber zu kalt für eine Gewässerfauna, wie sie ohne diesen Eintrag vorhanden wäre. Die Niedrigwasseraufhöhung führt zu einer Änderung der Abflussdynamik und wirkt sich ebenfalls auf das Wander- und Besiedelungsverhalten aus.
Durch die Nachrüstung eines sogenannten Thermorüssels soll eine naturnahe Angleichung der Wassertemperaturen im Unterlauf an die jahreszeitlichen Wassertemperaturen der Talsperrenzuflüsse erreicht werden. Durch diese technische Maßnahme soll der Eingriff in den Temperaturhaushalt mit den ökologischen Folgen für die Artenvielfalt ausgeglichen werden. (Siehe Thermorüssel)
In der Talsperre, sowie den Zuflüssen findet sich eine für den Gewässertyp (Nach Illies Epihithral, Metahithral und Hyporhithral) regionaltypische Besiedelung von Bachforellen und Groppen. Ohne Sperre wäre dieser Gewässertyp eher typisches Siedlungsgebiet für Lachs und Äsche mit einer reduzierten Anzahl von Individuen der heute vorherrschenden Arten.

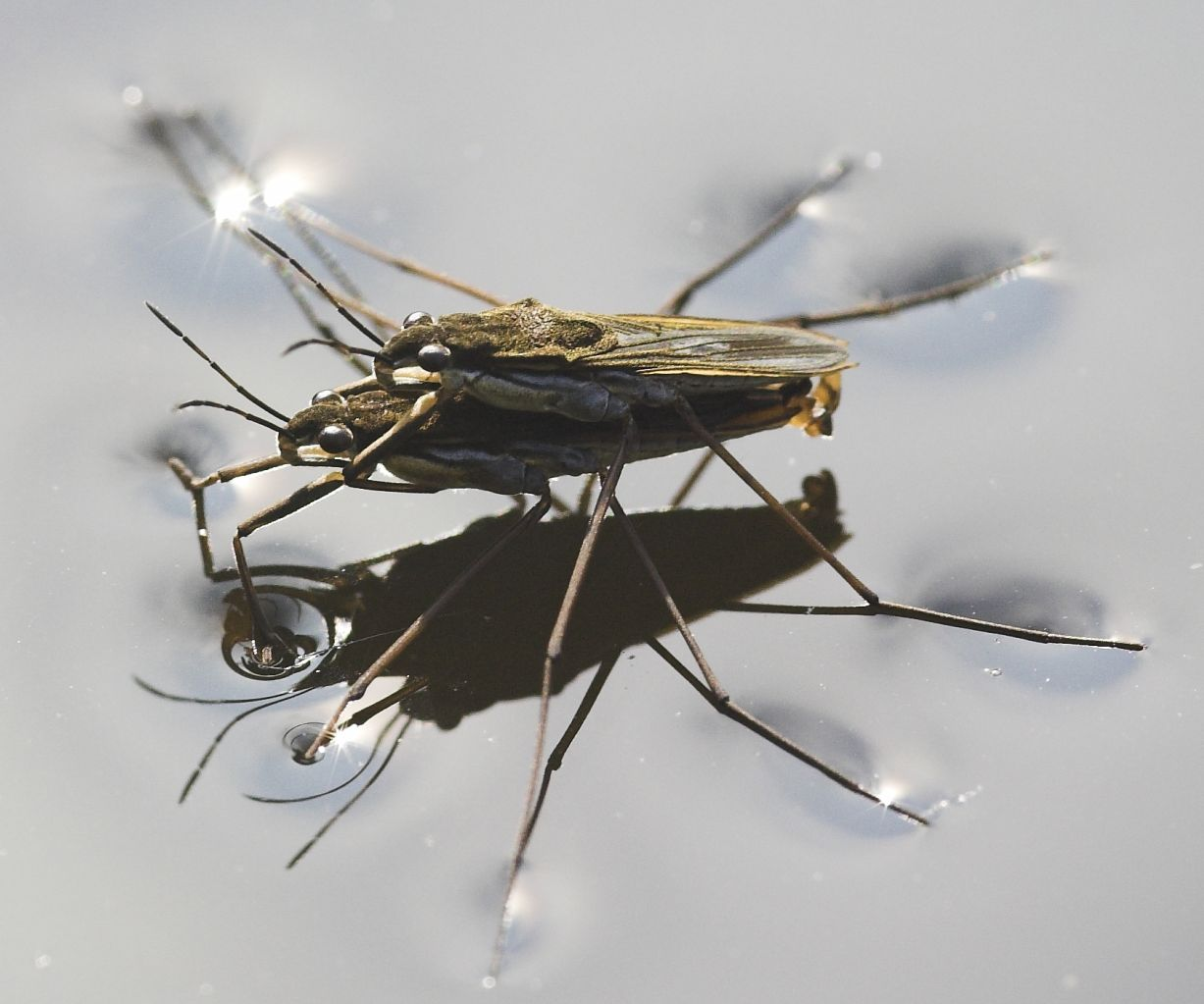
Wasserläufer bei der Paarung

Entomofauna
Unter anderem:
- Libellen

Große Königslibelle (Anax imperator), Azurjungfern (Coenagrion spec.), Blaugrüne Mosaikjungfer (Aeshna cyanea), Große Pechlibelle (Ischnura elegans)
- Schmetterlinge

Großer Kohlweißling (Pieris brassicae), Zitronenfalter (Gonepteryx rhamni), Brauner Waldvogel (Aphantopus hyperantus), Großes Ochsenauge (Maniola jurtina), Hesperia spec.
- Käfer und Wanzen

Rückenschwimmer (Notonecta spec.), Wasserläufer (Gerris spec.), Taumelkäfer (Gyrinus spec.).

### Säugetiere
Es sind relevante Bestände von Feldhasen und Wildschweinen zu vermelden.

## Versunkene Ortschaften
Durch den Aufstau wurden mehrere Dörfer, Mühlen und Hofschaften überflutet und Verbindungsstraßen unterbrochen. Damit endete eine nachweislich 1000-jährige Siedlungsgeschichte im Dhünntal. Um das  Jahr 1673 sind Pulvermühlen belegt. Von den 67 abgetragenen, teilweise historischen Gebäuden, wurden 25 landwirtschaftlich genutzt.
Für die 210 betroffenen Bewohner des Dhünntales, von denen sich viele bis zuletzt gegen die Umsiedelung gewehrt haben, sind Entschädigungen in Form von Rentenzahlungen und Ausgleichsgrundstücken geleistet worden. Kurz vor Beginn des Probestaus wurde ein großes Fest gefeiert, bei dem Tausende von Auswärtigen zusammen mit den Anwohnern Abschied nahmen.
Folgende Dörfer, Mühlen und Hofschaften sind versunken oder abgetragen:

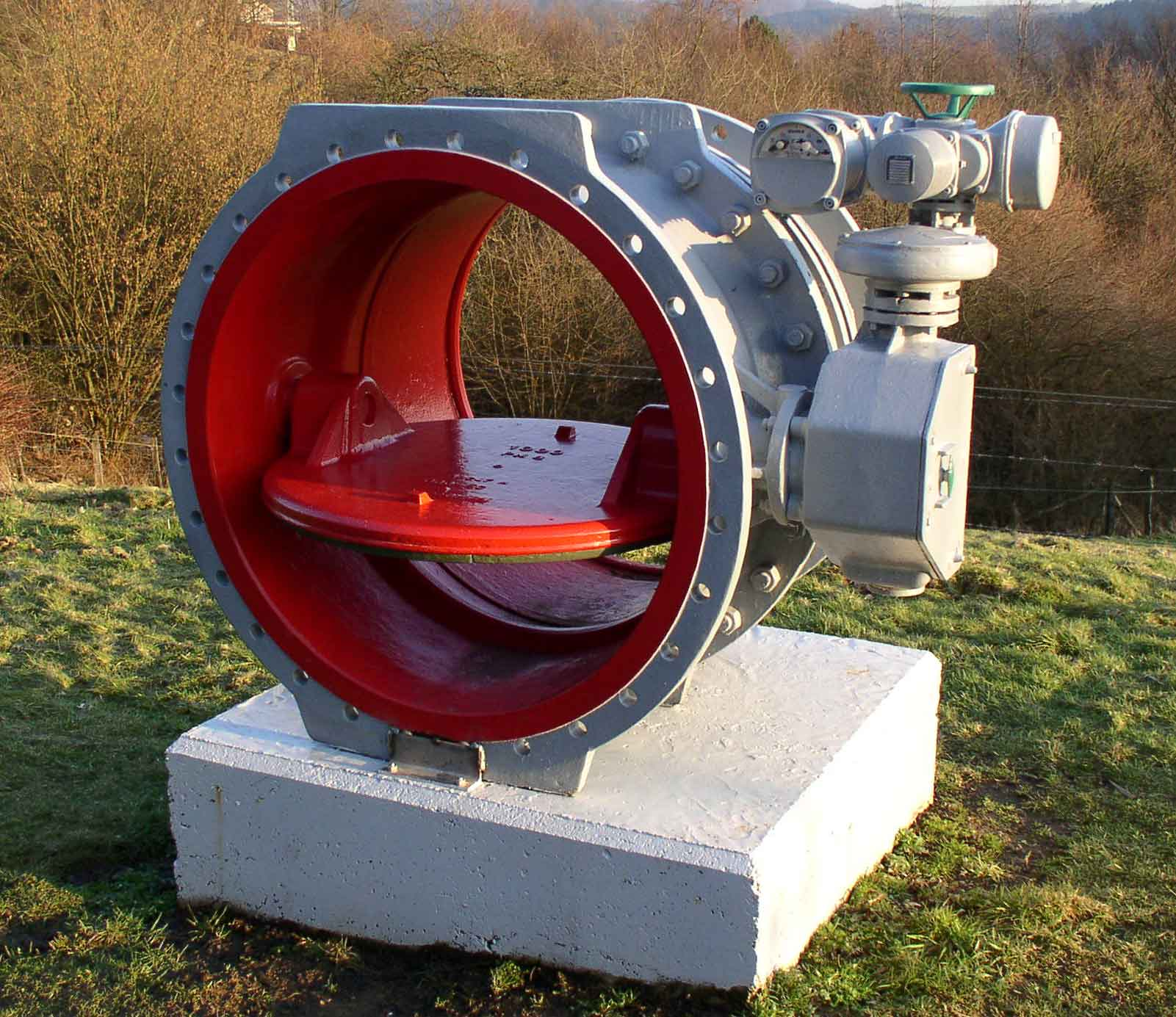
Ausgemusterte Absperrklappe

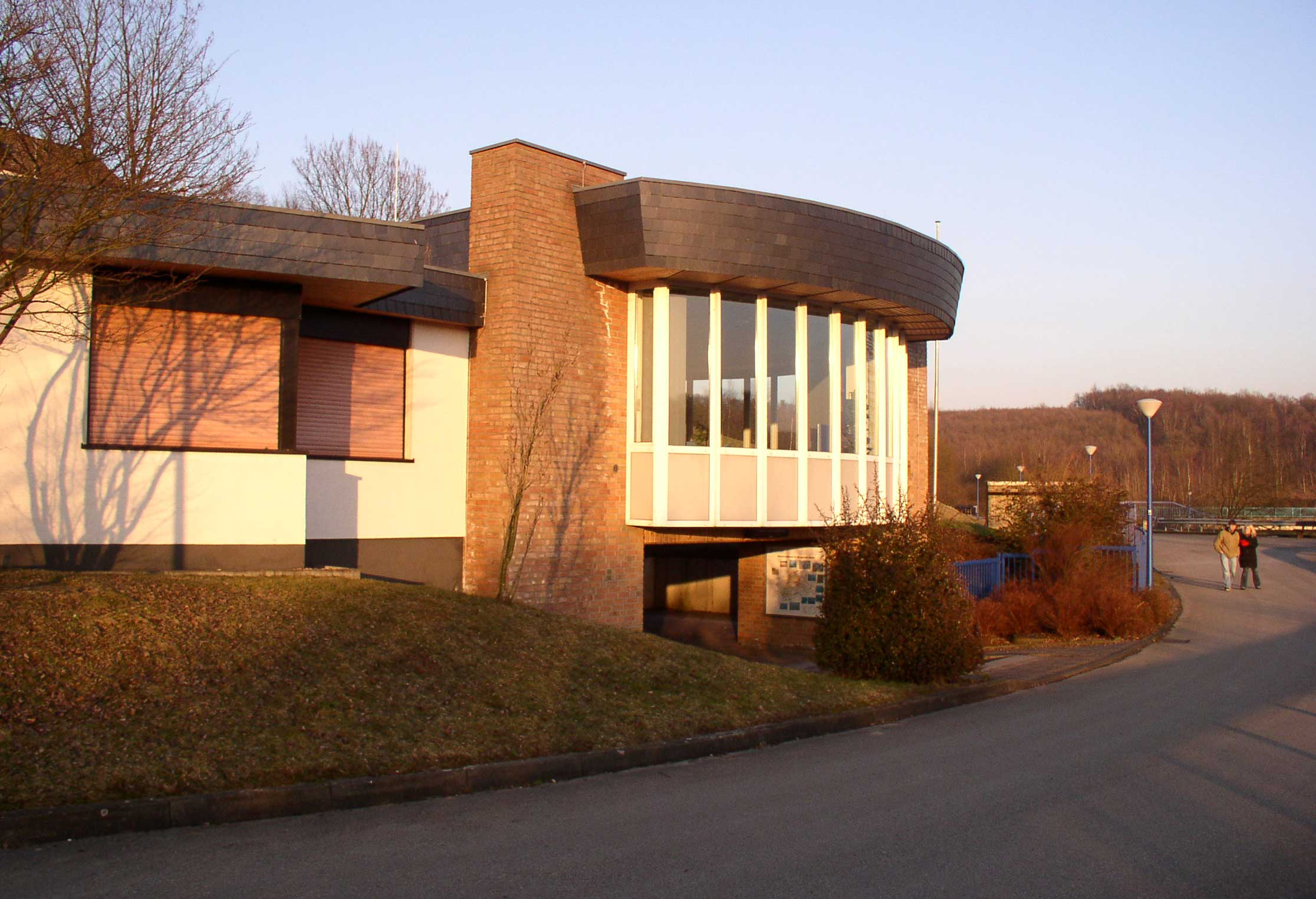
Das Informationszentrum im Betriebsgebäude

| Karte                                       | Karte |
| ------------------------------------------- | --- |
|                                             | |
| Versunkene und/oder abgetragene Ortschaften | |
| Dahl                                        | 51° 5′ 22″ N, 7° 13′ 59″ O (Abgetragen, in Wasserschutzzone II gelegen)                                      |
| Dhün                                        | 51° 3′ 51″ N, 7° 11′ 40″ O                                                                                   |
| Dhünnenburg                                 | 51° 4′ 44″ N, 7° 14′ 12″ O                                                                                   |
| Doktorsdhünn                                | 51° 4′ 35″ N, 7° 14′ 1″ O                                                                                    |
| Eiberg                                      | 51° 3′ 57″ N, 7° 13′ 29″ O (Abgetragen, da in Wasserschutzzone I gelegen)                                    |
| Eulen                                       | 51° 4′ 24″ N, 7° 14′ 47″ O (Vorsperre Große Dhünn bzw. Dhünntalsperre, abgetragen, da in Wasserschutzzone I) |
| Haaswinkel                                  | 51° 3′ 40″ N, 7° 12′ 28″ O                                                                                   |
| Hohemühle                                   | 51° 3′ 4″ N, 7° 12′ 39″ O                                                                                    |
| Großklev                                    | 51° 4′ 49″ N, 7° 14′ 35″ O (Abgetragen, da in Wasserschutzzone I gelegen)                                    |
| Kesselsdhünn                                | 51° 4′ 18″ N, 7° 13′ 36″ O                                                                                   |
| Klevermühle                                 | 51° 5′ 20″ N, 7° 14′ 28″ O                                                                                   |
| Kotten                                      | 51° 4′ 56″ N, 7° 15′ 52″ O                                                                                   |
| Kotterlinde                                 | 51° 5′ 5″ N, 7° 15′ 33″ O (Abgetragen, da in Wasserschutzzone I gelegen)                                     |
| Königsspitze                                | 51° 4′ 13″ N, 7° 13′ 26″ O                                                                                   |
| Malsberg                                    | 51° 4′ 28″ N, 7° 12′ 42″ O                                                                                   |
| Plätzmühle                                  | 51° 3′ 55″ N, 7° 11′ 53″ O                                                                                   |
| Pompelbusch                                 | 51° 3′ 50″ N, 7° 11′ 51″ O                                                                                   |
| Schaffeld (südliche Gebäude)                | 51° 4′ 20″ N, 7° 12′ 18″ O (In Wasserschutzzone I gelegene Teile)                                            |
| Schirpendhünn                               | 51° 4′ 20″ N, 7° 13′ 0″ O                                                                                    |
| Siebelsmühle                                | 51° 4′ 45″ N, 7° 15′ 32″ O (Vorsperre Große Dhünn bzw. Dhünntalsperre)                                       |
| Strünken                                    | 51° 4′ 4″ N, 7° 11′ 5″ O (Von Staumauer überbaut)                                                            |
| Werth                                       | 51° 3′ 57″ N, 7° 11′ 34″ O                                                                                   |

## Unfälle
1984 stürzte ein Hubschrauber in die Talsperre. Das Fluggerät wurde von der Flusspionierkompanie 850 der Bundeswehr geborgen.

## Tourismus
Der Wupperverband hat neben dem Schutz der Wassergüte auch das Erholungsbedürfnis der Bevölkerung berücksichtigt und einen eingeschränkten Zugang zur Talsperre zugelassen. Die Dämme der beiden großen Vorsperren und der Hauptsperre sind frei zugänglich und können zu Fuß überquert werden. Besucher können sich detailliert über die Talsperre im Informationszentrum informieren.
Die Nutzung der Talsperre ist auf fußläufige Aktivitäten beschränkt. Wassersportliche Aktivitäten, einschließlich Angeln, sind nicht gestattet.
In den Jahren 2007 und 2010 hat der Wupperverband gemeinsam mit dem Rheinisch-Bergischen Kreis die Veranstaltung „unverDHÜNNt“ ausgerichtet. Dabei wurden neben einem umfangreichen Rahmenprogramm geführte Wanderungen innerhalb der Wasserschutzzone I ermöglicht, die sonst nicht zugänglich ist. An den Veranstaltungen nahmen bis zu 15.000 Besucher teil. Sie wird seitdem im 3-Jahres-Turnus jeweils im September wiederholt.

### Wandermöglichkeiten

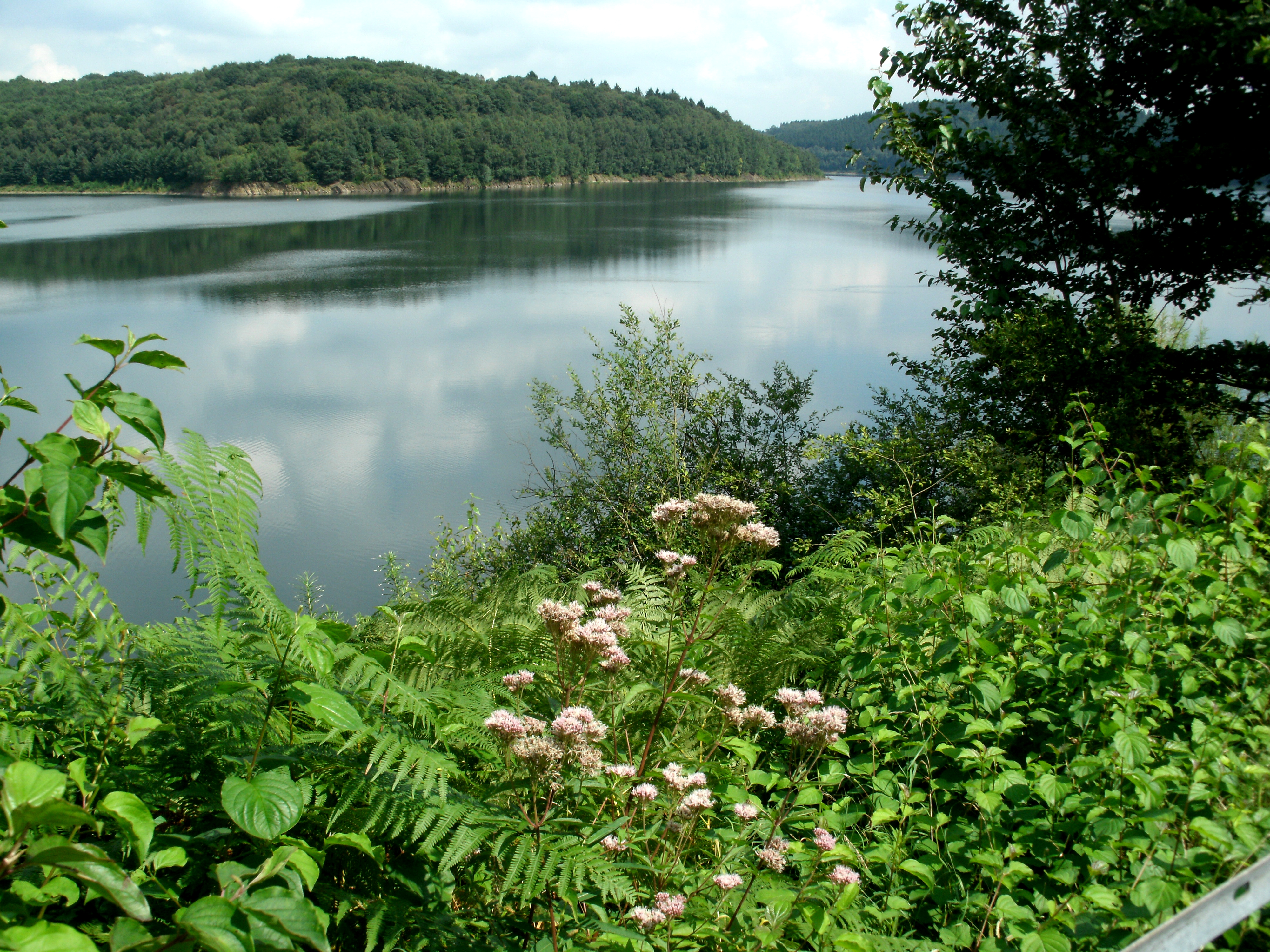
Blick vom Wanderweg auf die Ufervegetation

Neben den markierten Wanderwegen des Sauerländischen Gebirgsvereins (SGV) hat der Wupperverband eigene Wanderwege ausgewiesen, Informationstafeln aufgestellt und eine Wanderkarte herausgegeben. Zahlreiche eigens eingerichtete Wanderparkplätze umgeben die Talsperre.
- Zu den vom Wupperverband ausgewiesenen Wanderwegen gehören unter anderem Rundwanderwege um die beiden Vorsperren und um die gesamte Talsperre herum. Dieser Weg ist mit 40 km Weglänge ob seiner Länge aber nur ambitionierteren Wanderern zu empfehlen.
- Eine Vielzahl von markierten kleineren Ortsrundwanderwegen der einzelnen SGV Abteilungen der umgebenden Städte berühren die Talsperre oder führen durch deren Schutzwald.
- Die Hauptwanderstrecke X29 des Sauerländischen Gebirgsvereins, Bergischer Weg genannt, überquert den Staudamm und begleitet anschließend auf vielen Kilometern die westliche Talsperre bis zum Vorlaufbecken Hohemühle.
- Der SGV Wanderweg rund um die Stadtgrenze Kürtens: Kürtenring genannt, folgt der gesamten südlichen Uferlinie der Talsperre und der Vorsperre Große Dhünn.
- Der SGV Wanderweg rund um die Stadtgrenze Wermelskirchens folgt der fast gesamten nördlichen Uferlinie der Talsperre und der Vorsperre Kleine Dhünn.
- Der SGV Wanderweg von Schloss Burg zur Wermelskirchener Ortschaft Halzenberg verläuft auf dem nördlichen Uferweg der Vorsperre Große Dhünn.

Im Sommer 2013 wurde ein neuer Rundweg um die Vorsperre eröffnet.

### Talsperrenführungen
Der Wupperverband bietet regelmäßig Talsperrenführungen an. Jährlich lernen auf diese Art und Weise 3.000 bis 4.000 Gäste aus aller Welt das Gewässer kennen. Diese Führungen richten sich auch verstärkt an Schulklassen der Region.

### Informationsbroschüren und Kartografie
- Festschrift zur Einweihung der Dhünntalsperre: 14. Juni 1962, herausgegeben vom Wupperverband
- Inbetriebnahme Große Dhünn-Talsperre und Fernwasserversorgung Große Dhünn-Talsperre, Hrsg.: Energieversorgung Leverkusen; Wuppertaler Stadtwerke; Wupperverband, 1988
- Informationsbroschüre „Große Dhünntalsperre“ des Wupperverbands
- Wanderkarte 1:15.000 mit Erläuterungen „Wandern um die große Dhünn-Talsperre“, herausgegeben vom Wupperverband

### Siedlungsgeschichte
- Manfred Rech: Ausgrabungen im Bereich der Großen Dhünntalsperre bei Wermelskirchen-Dabringhausen, Rhein.-Berg. Kreis. In: Ausgrabungen im Rheinland. Rheinisches Landesmuseum Bonn, 1983, ISBN 3-7927-0698-9, S. 219–224.
- Dirk Soechting: Frühe Besiedlung im Bereich der Großen Dhünn-Talsperre. In: Romerike Berge. 1990
- Martin Jeremias, Ursula Schmidt-Goertz: Die Dhünntalsperre spült die Jahrtausende frei : neue Bodenfunde bei Niedrigwasser; Forschungen werden fortgesetzt. In: Rhein.-Berg. Kalender. 66. 1996 (1995) S. 57–64: Ill.
- N. J. Breidenbach: Loosenau. In: Altenberger Blätter. Heft 35, Odenthal 2006.
- N. J. Breidenbach: Der Königsspitzer Hof bei Kürten. In: Kürtener Schriften (Hrsg.): Kürtener Geschichtsverein, Heft 6, Kürten 2007.
- M. Jendrischewski: Menschen und Geschichte(n) einer versunkenen Landschaft, die Hofschaften des oberen Dhünntals. Verlag Jendrischewski, Lindlar 2009, ISBN 978-3-00-029572-0.
- N. J. Breidenbach: Alte Höfe und Häuser im Wupperviereck... Wermelskirchen 2011, ISBN 978-3-9802801-2-9.

### Ökologie
- Borggreve: Forstlicher Fachbeitrag zum Landschaftsplan der Großen Dhünntalsperre, Teilgebiet 3 des Rhein.-Bergischen Kreises gemäß [Paragraph] 17 Abs. 3 Landschaftsgesetz NW. Höhere Forstbehörde Rheinland, Bonn, Staatliches Forstamt Königsforst 1978
- Hartmut Osing: Die Große Dhünntalsperre und ihre Vogelwelt : Überraschungen zwischen Wasser, Ufern, Kies und Wald; eine Bilanz. In: Rhein.-Berg. Kalender. 64. 1994 (1993) S. 36–42: Ill.
- Michael Schmitz, Hartmut Osing: Auswirkungen der Errichtung von Wupper- und Großer Dhünn-Talsperre auf die Avifauna : mit Anmerkungen zur Funktion der Ausgleichs- und Ersatzmaßnahmen. 1999.
- Hartmut Osing: Der Flussregenpfeifer. Verlag Natur und Wissenschaft, Solingen 1993.

### Hydrologie und Geologie
- H. Kisseler: Trinkwasserversorgung aus der Großen Dhünn-Talsperre : Übergang von d. Bauphase zur Betriebsphase. In: Kommunalwirtschaft. 1984.
- Manfred Horn, Jürgen Mencke, Eva Paproth: Vorläufige Mitteilung über Gesteinsuntersuchungen im Sülz-Überleitungsstollen zur Großen Dhünn-Talsperre im Rheinisch-Bergischen Kreis. In: Der Niederrhein. 1986.
- Remzi Karagüzel: Über Gebirgsdurchlässigkeit und Untergrundinjektionen an der Grosse Dhünn-Talsperre und ihren Vorsperren. Lehrstuhl für Ingenieurgeologie u. Hydrogeologie d. RWTH, Aachen 1989.